# Sericicorpus nigrum
Sericicorpus nigrum is een hooiwagen uit de familie Sclerosomatidae.